# Joaquín Sucunza
Joaquín Mariano Sucunza (Pamplona, 15 de febrero de 1946) es un eclesiástico católico español afincado en Argentina, provicario General y obispo auxiliar de Buenos Aires.

## Biografía

### Primeros años y formación
Joaquín Mariano nació el 15 de febrero de 1946, en la ciudad española de Pamplona. Nació en el seno de una familia de pastores originarios de Uitz, radicados en Lecumberri, en la región de Navarra.
El 11 de diciembre de 1948, cuando tenía 2 años llegó a la Argentina.
Completó todos sus estudios, ingresando al seminario a los 10 años.

### Sacerdocio
Su ordenación sacerdotal fue el 27 de noviembre de 1971, a manos del arzobispo Juan Carlos Aramburu; incardinándose en la arquidiócesis de Buenos Aires.
Como sacerdote desempeñó los siguientes ministerios:
- Párroco de San Ramón Nonato, en Monte Castro.
- Párroco de San Cayetano, en Belgrano.
- Párroco de Santa Rosa, en Balvanera.
- Vicario episcopal de la Zona Centro (1998-2000).

## Episcopado

### Obispo auxiliar de Buenos Aires

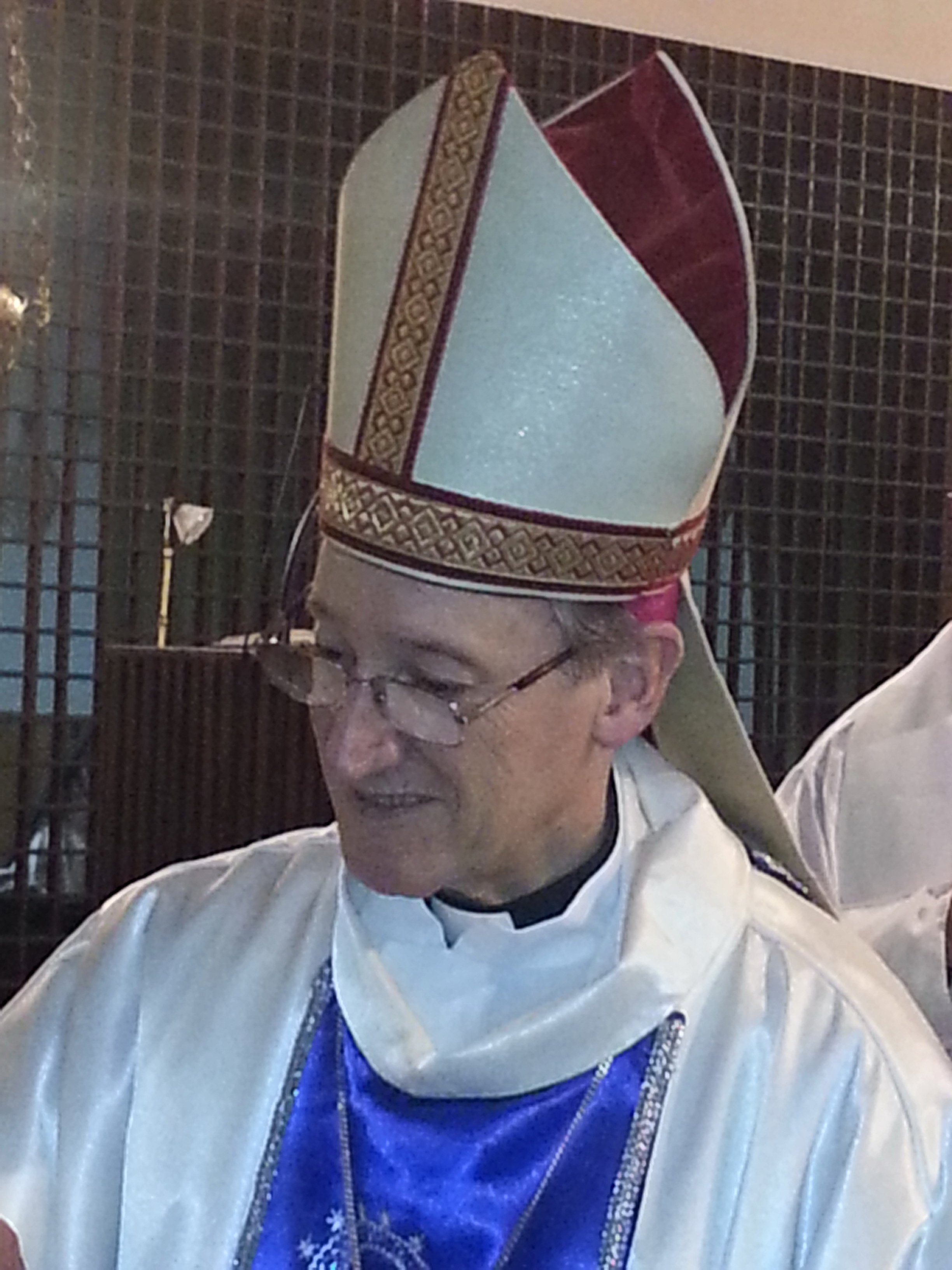
Sucunza en el Monasterio Santa Teresa de Jesús, en 2016

El 22 de julio del 2000, el papa Juan Pablo II lo nombró obispo titular de Saetabis y obispo auxiliar de Buenos Aires. Fue consagrado el 21 de octubre del mismo año, a manos del entonces arzobispo Jorge Bergoglio SJ.
El 19 de febrero de 2021, el papa Francisco aceptó su renuncia como obispo auxiliar, aunque decidiendo extenderle su nombramiento de obispo auxiliar donec aliter provideatur ("hasta que se disponga lo contrario").
- Moderador de la Curia  (2000-2021).
- Vicario general diocesano (2002-2021).
- Vicario episcopal para los Asuntos Económicos, desde junio de 2008.
- Miembro del Consejo de Asuntos Económicos de la CEA (2017-2020).[5]
- Provicario general diocesano, desde abril de 2021.[6][7]
- Director general del Centro Televisivo Arquidiocesano.

Administrador apostólico (2013)
El 13 de marzo de 2013, tras el cónclave que eligió al entonces cardenal-arzobispo de Buenos Aires, Jorge Mario Bergoglio SJ como Papa, el Arzobispado se declaró en Sede vacante. Sucunza informó que el papa Francisco lo llamó al día siguiente de su elección y hablaron durante 45 minutos. Citó a Francisco diciendo sobre la elección papal: Cuando vi que el número era ya irreversible en el canto de los votos, me tomó un estado que pensé que me moría. Una cosa rarísima, dentro mía. Cuando pasé eso, que fue un momento, me sentí diferente. No sé qué me pasó, pero me sentí diferente".
El  21 de marzo siguiente, el Colegio de consultores nombró a Sucunza administrador apostólico. Mantuvo este cargo hasta el 20 de abril, día en que Mario Aurelio Poli tomaba posesión del Arzobispado.